# 42. улица (филм)
42. улица (енгл. 42nd Street) је амерички филмски мјузикл из 1933. године, режисера Лојда Бејкона, према сценарију који су Рајан Џејмс и Џејмс Симор написали на основу истоименог романа Бредфорда Роупса. Музику у филму су осмислили Хари Ворен и Ал Дубин, док је кореограф био Базби Беркли. Главне улоге у филму тумаче Ворнер Бакстер, Биби Данијелс, Џорџ Брент, Уна Меркел, Руби Килер, Гај Киби, Џинџер Роџерс, Дик Пауел, Нед Спаркс, Џорџ Е. Стоун и Ален Џенкинс, а радња се врти око глумаца и сценске екипе који увежбавају бродвејску представу у јеку Велике депресије.
Филм је премијерно приказан 9. марта 1933. у Њујорку, док је у америчким биоскопима објављен два дана касније. Био је један од најуспешнијих филмова те године, са зарадом од преко 2 милиона долара широм света. Филме је био номинован за два Оскара, у категоријама за најбољи филм и најбољи микс звука. Године 1980. појавила се и бродвејска сценска адаптације 42. улице, која је освојила две награде Тони, укључујући ону за најбољи мјузикл.
Конгресна библиотека је 1998. изабрала 42. улицу за чување у Националном регистру филмова Сједињених Држава, због његовог „културног, историјског, или естетског значаја”. Амерички филмски институт је 2006. сместио филм на 13. место своје листе најбољих филмских мјузикала свих времена.

## Радња
Године 1932, у јеку Велике депресије, познати бродвејски продуценти Џоунс и Бери планирају мјузикл Лепа дама, у којем ће главну улогу играти Дороти Брок. Она је у вези са богатим Абнером Дилоном, финансијером представе, али потајно се виђа са њеним старим партнером из водвиља, Петом Денингом, који је тренутно без посла.
Џулијан Марш је ангажован као редитељ, упркос докторовим упозорењима да ризикује живот настављајући да ради у стресној професији. Иако има низ успеха иза себе, Џулијан је финансијски уништен након краха берзе три године раније, те му је неопходно да ова представа постане хит како би зарадио довољно новца за пензионисање.
Избор глумаца и пробе почињу уз жестоку конкуренцију. Почетницу Пеги Сојер сви игноришу док је две искусне плесачице, Лорејн Флеминг и Ен Лоуел, не узму под своје окриље. Лорејн је осигурала посао због везе са кореографом Ендијем Лијем, и она се постара да и Ен и Пеги буду изабране. Пеги је преваром наведена да упадне у гардеробу Билија Лолера, младе звезде представе, који одмах показује симпатије према њој.
Када Марш сазна за везу између Дороти и Пета, шаље људе, предвођене својим пријатељем гангстером Слимом Марфијем, да застраше Пета. Дороти и Пет се договарају да се не виђају неко време, а Пет проналази посао у Филаделфији.
Пробе трају пет недеља, али Марш остаје незадовољан све до премијерне вечери у Филаделфији, када Дороти сломи зглоб. До јутра, Абнер се посвађа с њом и жели да је замени својом новом девојком Ен. Ен признаје да није способна да предводи представу, али убеђује редитеља да улогу додели неискусној Пеги. Џулијан, очајан, вежба с Пеги до исцрпљености све до сат времена пре премијере.
Током паузе, Били коначно скупља храброст да каже Пеги да је воли. Њих двоје се загрле и пољубе, када се Дороти појави на вратима. Она жели Пеги срећу и открива да су она и Пет напокон одлучили да се венчају. Представа је изведена уз громогласне аплаузе. Док публика напушта позориште, Џулијан стоји у сенци поред излаза за глумце, слушајући коментаре да је Пеги звезда и да он не заслужује заслуге за успех представе.

## Улоге
| Глумац         | Улога          |
| -------------- | -------------- |
| Ворнер Бакстер | Џулијан Марш   |
| Биби Данијелс  | Дороти Брок    |
| Џорџ Брент     | Пет Денинг     |
| Руби Килер     | Пеги Сојер     |
| Гај Киби       | Абнер Дилон    |
| Уна Меркел     | Лорејн Флеминг |
| Џинџер Роџерс  | Ен Лоуел       |
| Нед Спаркс     | Бери           |
| Дик Пауел      | Били Лолер     |
| Ален Џенкинс   | Макелрој       |
| Едвард Наџент  | Тери Нил       |
| Роберт Маквејд | Џонас          |
| Џорџ Е. Стоун  | Енди Ли        |